# Stephanie Breitner
Stephanie Breitner (Heidelberg, 25 settembre 1992) è una calciatrice tedesca, centrocampista della Ternana.

## Carriera

### Club
Stephanie Breitner cresce a Mühlhausen, cittadina nelle vicinanze di Heidelberg, appassionandosi al calcio fin da giovanissima, tesserandosi per l'1. FC Mühlhausen e giocando con i maschietti nelle sue formazioni giovanili miste (F-Jugend). Nel 2000 si trasferisce nella neofondata Spielgemeinschaft (SG) 1.FC Mühlhausen / VfB St. Leon, squadra interamente femminile, dove gioca nella formazione D-Jugend. Breitner rimane con la società per sette stagioni consecutive fino al 2007, anno in cui la società si scioglie e le varie formazioni vengono assorbite dal Hoffenheim. Con la nuova società inizialmente gioca con la formazione B-Junior, con qualche occasionale convocazione nella squadra titolare iscritta al campionato di Oberliga, divisione Baden-Württemberg. Dalla stagione 2009-2010 è stabilmente in rosa con la prima squadra iscritta alla Regionalliga Süd, contribuendo alla promozione in 2. Frauen-Bundesliga, il secondo livello del campionato tedesco, dove fa il suo debutto il 15 agosto 2010, nell'incontro giocato con il VfL Sindelfingen. Durante la stagione segna inoltre la sua prima rete nella serie il 31 ottobre 2010, nell'incontro giocato in trasferta con il TSV Crailsheim. Dopo tre stagioni giocate in 2. Bundesliga, al termine della stagione 2012-2013 festeggia con le compagne la promozione in Frauen-Bundesliga.
Breitner debutta nella massima serie tedesca l'8 settembre 2013, nell'incontro casalingo contro il Sindelfingen, quando al'86' rileva Theresa Betz partita titolare. Da allora ha sempre militato in Frauen-Bundesliga, vestendo la maglia della società di Sinsheim per altre quattro stagioni, contribuendo a conquistare un'agevole salvezza e raggiungendo la migliore posizione in campionato, la sesta, nella stagione 2014-2015, e gli ottavi di finale in Coppa di Germania (DFB-Pokal der Frauen), dalle stagioni 2015-2016 alla 2017-2018.
Prima del termine del campionato 2017-2018, la Fiorentina annuncia di aver trovato un accordo con la giocatrice per la stagione 2018-2019. Per Breitner quello italiano sarà il primo campionato estero disputato in carriera. Segna il primo goal in Italia il 15 dicembre 2018 contro l'Orobica Bergamo. Si ripete la stagione successiva segnando contro la Roma di ritorno da un infortunio. Nella stagione 2020-2021 Breitner torna a segnare in campionato nella sconfitta interna contro il Sassuolo 1-3 siglando il goal della bandiera.
Durante la sua settima stagione in maglia viola, nel corso della sessione invernale di calciomercato Breitner viene ceduta al Napoli, con il quale gioca da febbraio alla sua conclusione la parte finale della stagione. A disposizione del tecnico David Sassarini la centrocampista scende in campo, da titolare, alla 18ª e ultima giornata della stagione regolare, per poi disputare sette delle otto sfide in programma della poule salvezza, contribuendo a mantenere la squadra al 9º posto assoluto e la conseguente salvezza.
Conclusi i vincoli contrattuali con la Fiorentina, l'11 luglio 2025 viene annunciato il suo arrivo alla Ternana, neo-promossa in Serie A, dove ritrova il tecnico Antonio Cincotta.

### Nazionale
Breitner inizia ad essere convocata dalla Federcalcio tedesca (DFB) dal 2008, inizialmente per vestire la maglia della nazionale tedesca under 16, inserita in rosa nella formazione impegnata in Svezia per l'edizione 2008 del Torneo delle quattro nazioni e dove debutta il 9 maggio, nell'incontro perso per 2-1 con le pari età della Norvegia.
Del medesimo anno è la convocazione nella formazione under 17, chiamata dal tecnico Ralf Peter in occasione delle qualificazioni all'edizione 2009 del campionato europeo di categoria, e con la quale scende in campo per la prima volta il 16 settembre 2008, nell'incontro vinto 11-0 sulle pari età della Serbia. Peter la impiega in altre tre occasioni, due nella seconda fase di qualificazione, condividendo con le compagne prima l'accesso alla fase finale, e poi, pur se non impiegata, la conquista del trofeo

## Statistiche

### Presenze e reti nei club
Statistiche aggiornate all'11 luglio 2025.
| Stagione          | Squadra           | Campionato        | Campionato | Campionato | Coppe nazionali | Coppe nazionali | Coppe nazionali | Coppe continentali | Coppe continentali | Coppe continentali | Altre coppe | Altre coppe | Altre coppe | Totale | Totale |
| Stagione          | Squadra           | Comp              | Pres       | Reti       | Comp            | Pres            | Reti            | Comp               | Pres               | Reti               | Comp        | Pres        | Reti        | Pres   | Reti   |
| ----------------- | ----------------- | ----------------- | ---------- | ---------- | --------------- | --------------- | --------------- | ------------------ | ------------------ | ------------------ | ----------- | ----------- | ----------- | ------ | ------ |
| 2009-2010         | Hoffenheim        | 2BL               | -          | -          | CG              | 1               | 0               | -                  | -                  | -                  | -           | -           | -           | 1      | 0      |
| 2010-2011         | Hoffenheim        | 2BL               | -          | -          | CG              | 3               | 0               | -                  | -                  | -                  | -           | -           | -           | 3      | 0      |
| 2011-2012         | Hoffenheim        | 2BL               | -          | -          | CG              | 3               | 0               | -                  | -                  | -                  | -           | -           | -           | 3      | 0      |
| 2012-2013         | Hoffenheim        | 2BL               | 20         | 4          | CG              | 4               | 1               | -                  | -                  | -                  | -           | -           | -           | 24     | 5      |
| 2013-2014         | Hoffenheim        | BL                | 18         | 0          | CG              | 2               | 0               | -                  | -                  | -                  | -           | -           | -           | 20     | 0      |
| 2014-2015         | Hoffenheim        | BL                | 21         | 2          | CG              | 1               | 0               | -                  | -                  | -                  | -           | -           | -           | 22     | 2      |
| 2015-2016         | Hoffenheim        | BL                | 16         | 0          | CG              | 2               | 0               | -                  | -                  | -                  | -           | -           | -           | 18     | 0      |
| 2016-2017         | Hoffenheim        | BL                | 21         | 0          | CG              | 2               | 0               | -                  | -                  | -                  | -           | -           | -           | 23     | 0      |
| 2015-2016         | Hoffenheim        | BL                | 20         | 2          | CG              | 2               | 0               | -                  | -                  | -                  | -           | -           | -           | 22     | 2      |
| Totale Hoffenheim | Totale Hoffenheim | Totale Hoffenheim | 116        | 8          | -               | 20              | 1               | -                  | -                  | -                  | -           | -           | -           | 136    | 9      |
| 2018-2019         | Fiorentina        | A                 | 20         | 1          | CI              | 5               | 0               | UWCL               | 4                  | 0                  | SI          | 1           | 0           | 30     | 1      |
| 2019-2020         | Fiorentina        | A                 | 7          | 1          | CI              | 1               | 0               | UWCL               | 2                  | 0                  | SI          | 1           | 0           | 11     | 1      |
| 2020-2021         | Fiorentina        | A                 | 16         | 1          | CI              | 2               | 0               | UWCL               | 3                  | 0                  | SI          | -           | -           | 21     | 1      |
| 2021-2022         | Fiorentina        | A                 | 20         | 0          | CI              | 4               | 0               | -                  | -                  | -                  | -           | -           | -           | 24     | 0      |
| 2022-2023         | Fiorentina        | A                 | 21         | 1          | CI              | 3               | 0               | -                  | -                  | -                  | -           | -           | -           | 24     | 1      |
| 2023-2024         | Fiorentina        | A                 | 10         | 0          | CI              | 1               | 0               | -                  | -                  | -                  | -           | -           | -           | 11     | 0      |
| 2024-feb. 2025    | Fiorentina        | A                 | 10         | 0          | CI              | 1               | 0               | UWCL               | 3                  | 0                  | -           | -           | -           | 14     | 0      |
| Totale Fiorentina | Totale Fiorentina | Totale Fiorentina | 104        | 4          | -               | 17              | 0               | -                  | 12                 | 0                  | -           | 2           | 0           | 135    | 4      |
| feb.-giu. 2025    | Napoli            | A                 | 8          | 0          | CI              | -               | -               | -                  | -                  | -                  | -           | -           | -           | 8      | 0      |
| 2025-2026         | Ternana           | A                 | -          | -          | CI              | -               | -               | -                  | -                  | -                  | AWC         | -           | -           | -      | -      |
| Totale carriera   | Totale carriera   | Totale carriera   | 228        | 12         | -               | 37              | 1               | -                  | 12                 | 0                  | -           | 2           | 0           | 279    | 13     |

## Palmarès

### Club
- Supercoppa italiana: 1

Fiorentina: 2018
- Campionato tedesco di seconda divisione: 1

Hoffenheim: 2012-2013

### Nazionale
- Campionato d'Europa under 17: 1

2009